# أبو منشار المتوسط
أبو منشار المتوسط أو أبو منشار الصغير (الاسم العلمي Pristis pectinata)، سمكة بحرية من جنس أبو منشار وفصيلة المنشارية، صغيرة القد طوله نحو ثلاثة أمتار. يوجد في البحر الأبيض المتوسط والمحيط الأطلسي والبحر الكاريبي. قلما يقترب من الشواطئ لكنه كثير الأذى يعتدي على جميع الأسماك الصغيرة.